# Miguel Ángel Piris
Miguel Ángel Piris Pinilla (Zaragoza, 1952) es un científico español, especializado en patología y medicina forense cuya investigación se centra en el desarrollo, diagnóstico y clasificación de linfomas.

## Formación
Licenciado en medicina por la Universidad Complutense de Madrid en 1977.
Complementó su formación, en la especialidad de patología, en el Hospital Virgen de la Salud de Toledo, en la Fundación Jiménez Díaz de Madrid y en el Instituto de Patología de la Universidad de Kiel, en Alemania.
En 1991 obtuvo su doctorado con honores en la Universidad Autónoma de Madrid.

## Trayectoria profesional
- Entre 1989 y 2011 fue patólogo en el Hospital John Radcliffe de la Universidad de Oxford en Reino Unido.[3]
- Entre 1998 y 2001 fue director del Plan Nacional de Investigación en Biomedicina del Ministerio de Ciencia y Tecnología de España.[3]
- Desde 2006 ha sido subdirector del Centro Nacional de Investigaciones Oncológicas de España (CNIO) donde, además, ha sido director del Programa de Patología Molecular y jefe del Grupo Linfoma.[2][5]
- Desde 2011 es director científico del Instituto de Formación e Investigación Marqués de Valdecilla (IFIMAV) y jefe del Departamento de Anatomía Patológica del Hospital Universitario Marqués de Valdecilla de Santander.[4][5]
- Desde 2013 es, además, presidente de la Sociedad Española de Anatomía Patológica y División Española de la Academia Internacional de Patología (SEAP-IAP).[1]

Compagina las tareas clínicas con la investigación, la actividad en organizaciones y comités internacionales y la divulgación, impartiendo numerosas conferencias.
Es miembro del Grupo de Trabajo de Linfoma y leucemia de la OMS, donde participa en la clasificación adicional de los linfomas.

## Investigación sobre los linfomas
Los tumores malignos del sistema linfático, son difíciles de diagnosticar. El tejido linfático se encuentra en varias partes del cuerpo y son numerosos los subgrupos y variedades.
Los linfomas no solo se pueden desarrollar en los ganglios linfáticos, también en otros órganos como el estómago, los intestinos, la piel o el bazo.
Para mejorar el diagnóstico, Miguel Piris ha realizado importantes avances en el diagnóstico molecular, identificando diversas características y describiendo los mecanismos moleculares implicados en el desarrollo de los linfomas o los cambios en el control del ciclo celular, que permiten distinguir más de 80 variantes de linfoma.
Su labor ha sido fundamental en la identificación de los linfomas en el bazo. La identificación correcta de un tipo de linfoma es imprescindible para que su tratamiento sea exitoso. En palabras suyas 

«El diagnóstico molecular provee el sistema de asignación de terapia e identifica a los pacientes que pueden beneficiarse de una u otra. Esto constituye la llave de la terapia personalizada del cáncer.»

En 2016, el Instituto de Investigación Marqués de Valdecilla (IDIVAL) publicó un estudio realizado bajo la dirección de Miguel Ángel Piris en el que se concluye que las lesiones iniciales en linfomas (linfomas in situ) no siempre desemboca en la aparición de tumores.

## Otras investigaciones
A mediados de 2020, cuando la pandemia por Covid-19 estaba en pleno desarrollo, un equipo de investigadores de la Fundación Jiménez Díaz bajo la dirección de Miguel Ángel Piris detectó, mediante biopsias post mortem que, como consecuencia de la infección por este virus, la médula ósea sufre una inflamación descontrolada producida por macrófagos que se manifiesta en forma de lesiones de fagocitosis tipo síndrome hemofagocítico, así como lesiones de microtrombos localizadas en los capilares de los alveolos que, a su vez, provocan la característica insuficiencia respiratoria de estos enfermos.

## Publicaciones
Miguel Ángel Piris es autor de más de 450 artículos publicados en revistas científicas, con un índice h: 77.

## Membresía
- Presidente de la Asociación Europea de Hematopatología (EAHP).[3]
- Coordinador de la Red Española para la Investigación del Linfoma.[3]
- Miembro del Consorcio Internacional del Genoma del Cáncer.[3]
- Desde 2009 Miembro de la Academia Alemana de las Ciencias Naturales Leopoldina.[3]